# Gait Kinetic Index
Il Gait Kinetic Index (GKI) è un indice di riepilogo relativo alla gait analysis.

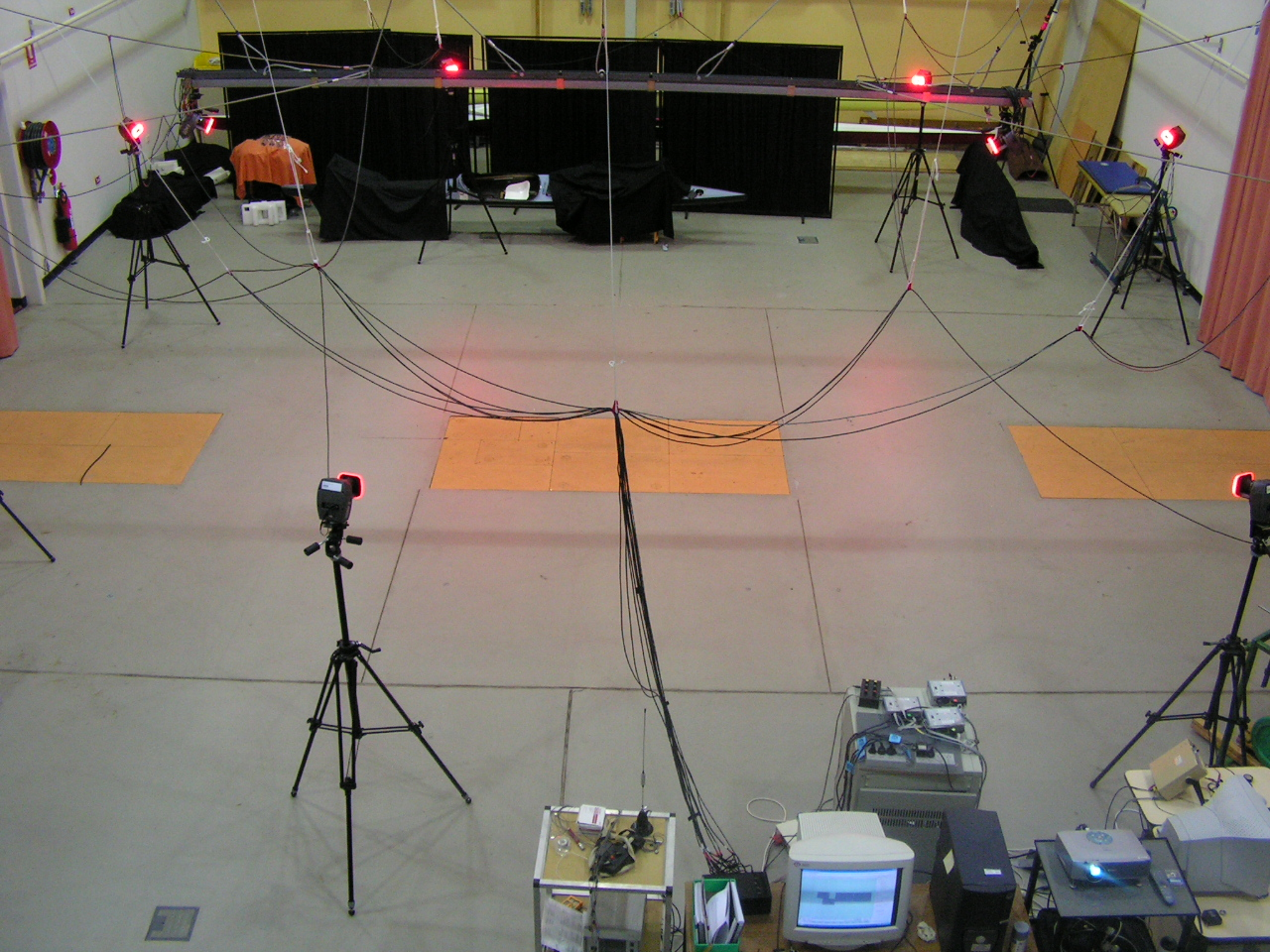
Laboratorio per la Gait analysis

## Storia
Il Gait Kinetic Index è stato proposto nel 2018 da un team italiano composto da Veronica Cimolin, Pier Francesco Costici, Claudia Condoluci e Manuela Galli, in un articolo pubblicato sul Computer Methods in Biomechanics and Biomedical Engineering.  Gli istituti di ricerca coinvolti sono stati l'Ospedale pediatrico Bambino Gesù e l'IRCCS San Raffaele di Roma.
Durante il processo di studio antecedente la proposta il team di ricerca applicò il GKI nello studio della gait di 57 pazienti con cerebrolesioni e 18 soggetti che non avevano patologie.

## Variabili
Le variabili prese in esame sono:
1. momento dell'anca
2. momento del ginocchio
3. momento della caviglia
4. potenza dell'anca
5. potenza del ginocchio
6. potenza della caviglia

Tutte le variabili sono considerate sul piano saggittale. Queste sei variabili vengono calcolate sia per il lato destro e che per il sinistro. Ogni variabile è stata normalizzata rispetto alla sua minima variazione rilevabile  (minimum detectable change). La variazione minima rilevabile (MDC) è definita come la variazione minima che non rientra nell'errore di misurazione nel punteggio di uno strumento utilizzato per misurare un sintomo.

## Utilizzo
Il Gait Kinetic Index può essere utilizzato nella misurazione estensiva della patologia nella deambulazione, non solamente riguardo alla cinematica ma anche alla cinetica.